# Consuelo Álvarez Pool

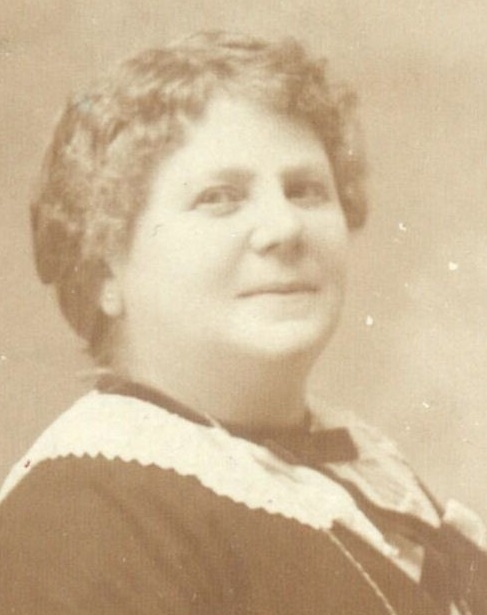
Consuelo Álvarez Pool, ohne Datum

Consuelo Álvarez Pool, auch bekannt unter dem Pseudonym Violeta (* 24. Juli 1867 in Barcelona; † 19. Januar 1959 in Madrid), war eine spanische Schriftstellerin, Journalistin, Politikerin, Gewerkschafterin, Suffragette und Feministin. Sie war die erste weibliche Telegrafistin in Spanien und wird als Schriftstellerin der Generación del 98 zugerechnet.

## Leben
Álvarez Pool wurde in Barcelona in einer kleinbürgerlichen Familie geboren. Ihre Großeltern väterlicherseits stammten aus La Bañeza (León) und die Großeltern mütterlicherseits waren Engländer, die nach Spanien kamen, um im Bergbau zu arbeiten. Mit ihrem Vater, einem Lehrer, Schuldirektor und Beamten, reiste sie durch ganz Spanien. Der Vater war ein großer Verfechter der Gleichberechtigung von Mädchen und Jungen in der Erziehung und vermittelte seiner Tochter die Bedeutung der Bildung für die Ausbildung freier Menschen. Álvarez Pool war zweisprachig (Spanisch und Englisch) und studierte auch andere Sprachen wie Französisch und Italienisch an der Escuela Oficial de Idiomas in Madrid.
Im Alter von 21 Jahren heiratete sie Bernardo Azcárate in Trubia in Asturien. Sie hatte zwei Söhne und zwei Töchter, von denen Laureano (* 1890) und Esther (* 1893) das Kindesalter überlebten, die Tochter Gloria starb im Alter von fünf Jahren und der vierte Sohn bei der Geburt.
Sie verband ihre Arbeit als Telegrafistin mit der einer Journalistin und engagierte sich in Politik, Kultur und als Aktivistin für die Rechte der Frauen. Sie war eine anerkannte Feministin und Antiklerikale, die in Schriften, Vorträgen und Kundgebungen die Arbeit der Kirche gegen die Emanzipation der Frau anprangerte.

### Telegrafistin

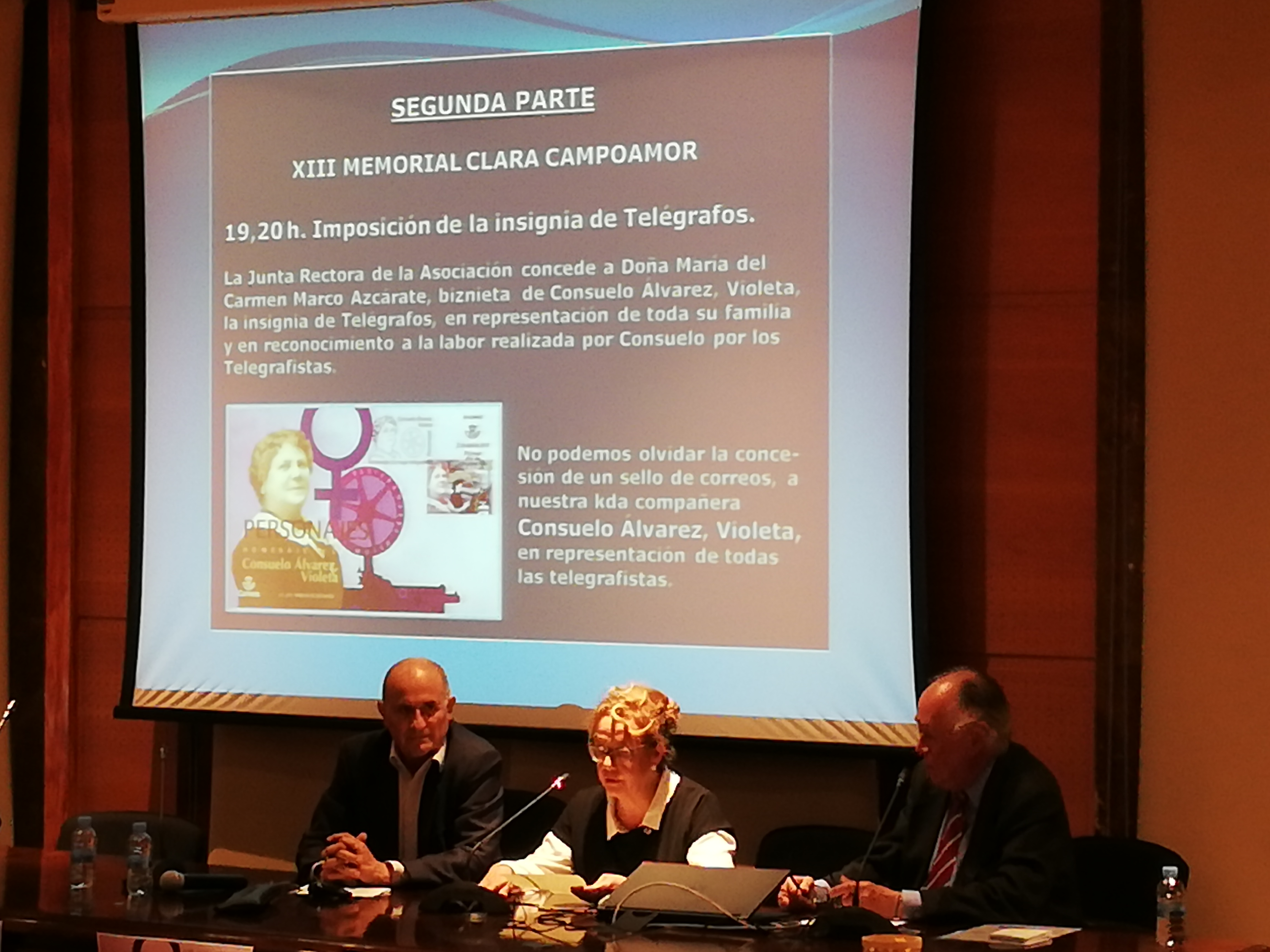
Die Asociación de Amigos del Telégrafo übergibt die Sondermarke feierlich an die Familie, 2019

Álvarez absolvierte eine Ausbildung an der Telegrafenschule, die von der Asociación para la Enseñanza de la Mujer, der Gesellschaft für die Ausbildung von Frauen, gegründet worden war und in der die Schülerinnen zwei Jahre lang studierten, den Titel einer Telegrafistin erwarben und anschließend die Telegrafenprüfung ablegten. Ihre Aufgabe war es, in den Telegrafenämtern Morse-Nachrichten zu senden und zu empfangen.
Als er 17 Jahre alt war, starb ihr Vater, und die Familie geriet in wirtschaftliche Schwierigkeiten. Um sich wirtschaftlich unabhängig zu machen, meldete sie sich zur Telegrafenprüfung an. Am 15. April 1885 bestand sie die Aufnahmeprüfung zur Telegrafenassistentin auf Zeit; es war das erste Mal, dass eine Prüfung für unverheiratete Frauen über 16 Jahren abgehalten wurde, aber es dauerte bis 1909, bis ihr Vertrag endgültig wurde. Wegen ihrer Sprachfähigkeiten trat sie in die internationale Abteilung ein. 1909 erhielten auch Clara Campoamor und Álvarez' Tochter Esther eine Stelle.
In der Ausgabe von El País vom 11. Oktober 1906 berichtete sie als Violeta vom Congreso Internacional de Telegrafía sin hilos (Internationaler Kongress für drahtlose Telegrafie).
Álvarez war Pressesprecherin des 1915 gegründeten ersten Pressebüros des Telegrafenamtes, sie war Gewerkschaftsvertreterin in der Telegrafengewerkschaft (Sindicato de Telégrafos) und sie förderte die Gründung der Escuela Técnica Superior de Ingenieros de Telecomunicación (Höhere Technische Schule für Telekommunikationsingenieure) an der Polytechnischen Universität Madrid. Álvarez war bis zu ihrer Pensionierung im Alter von 65 Jahren Telegrafistin.
Am 22. April 2019 erschien in der Serie Personajes eine Briefmarke mit dem Bild von Álvarez, die den Telegrafistinnen (Mujer Telegrafista) gewidmet war. Am Tag des Erscheinens überreichte die Asociación de Amigos del Telégrafo im Rahmen der Veranstaltung XIII. Memorial Clara Campoamor das Postwertzeichen in einem Festakt an Carmen Marco Azcárate, die Urenkelin von Álvarez, in Anerkennung der von ihr geleisteten Arbeit.

### Journalistin
Bis 1903 schrieb sie für die Zeitung El Progreso in Oviedo, dann kam sie nach Madrid und begann als regelmäßige Mitarbeiterin für die Zeitung El País zu schreiben. Zu ihren Aufgaben gehörten auch Artikel über „Frauenthemen“ wie Mode, Kochen und Haushalt, aber unter dem Pseudonym Violeta schrieb sie unter anderem Artikel über Scheidungen, das Recht der Frauen auf Bildung und gerechte Arbeitsbedingungen, Gefängnisreformen, die Verteidigung der Arbeiterklasse und männliche Gewalt.
Álvarez hielt es für notwendig, über die oftmals elende Realität zu schreiben, die sie um sich herum sah:

„La misión de la prensa no es solo dar a conocer los sucesos sobresalientes,también tiene una finalidad instructiva, moralizadora y revolucionaria.“

„Die Aufgabe der Presse besteht nicht nur darin, herausragende Ereignisse bekannt zu machen, sondern sie hat auch eine belehrende, moralisierende und revolutionäre Funktion.“

In Studien über Frauen im Journalismus wird Álvarez als eine der Pionierinnen benannt. 1907 wurde sie zusammen mit Carmen de Burgos in die Madrider Pressevereinigung (Asociación de la Prensa de Madrid) aufgenommen. Der Presseausweis verschaffte ihnen berufliche Anerkennung, und sie waren die ersten beiden Journalistinnen, die in einer Redaktion als feste Mitarbeiterinnen arbeiteten.

### Gesellschaftliches Engagement
Álvarez war gesellschaftlich sehr aktiv, sie war Mitglied oder Mitgründerin verschiedener Vereine und Organisationen: Sie gründete 1909 die Asociación las Damas Rojas de Madrid zur Verteidigung der Frauen, wo sie die Verbesserung der Frauenarbeit, das Wahlrecht und das Recht auf Scheidung forderte. In der Gesellschaft Fomento de las Artes erhielt sie 1916 den Lehrstuhl für französische und spanische Grammatik.
Mit fast siebzig Jahren trat sie 1934 der  Asociación de Mujeres contra la Guerra y el Fascismo bei und nahm am ersten nationalen Kongress und am Weltkongress in Paris der Vereinigung teil. 1937 nahm sie in Valencia auch am zweiten nationalen Kongress teil. Auch in der Vereinigung El Fomento de la Guerra y el Fascismo war sie eine Delegierte.
Sie gehörte der Sociedad Española del Abolicionismo (Abschaffung der Prostitution), der Sociedad Española de la Higiene (Gesundheit), der Asociación Centros de Hijos de Madrid (Kinderschutz) und der Asociación Española para el Progreso de las Ciencias (Wissenschaftsförderung) an. Schließlich war sie Mitgründerin der Fraternidad Cívica, einer Vereinigung zur Ehrung berühmter Verstorbener und zur Verschönerung des Cementerio civil de Madrid.
Álvarez war Feministin und Verfechterin des Zugangs der Frauen zur Bildung, um eine breite Ausbildung zu erlangen, die es ihnen ermöglichen würde, eine ausreichende wirtschaftliche Unabhängigkeit zu erlangen, um die Ehe nicht als unverzichtbares Mittel zum Lebensunterhalt betrachten zu müssen. Sie war Verfechterin des Rechts auf Scheidung, was sich in ihren Schriften und Vorträgen widerspiegelt. Sie nahm aktiv am kulturellen Leben teil und war Mitglied des Athenäums von Madrid (1907–1936), wo sie Vorträge hielt und an literarischen Versammlungen und Debatten teilnahm. Zeit ihres Lebens korrespondierte sie mit Schriftstellern und Politikern, insbesondere mit ihrem Freund Benito Pérez Galdós sowie Rafael Salinas, Belén de Sárraga, Rosario de Acuña, Joaquín Costa, Manuel Azaña, Miguel de Unamuno oder Santiago Alba Bonifaz.
Ihr antiklerikales Gedankengut kam in Schriften, Vorträgen und Versammlungen zum Ausdruck und wurde von der damaligen Presse aufgegriffen, wie zum Beispiel das Treffen ein von „antivatikanischen Frauen“ im Kasino in der Calle Esparteros in Madrid, oder die Frauenversammlung, die am 4. Juli 1910 im Barbieri-Theater in Madrid stattfand, oder ihre Teilnahme an der von der Madrider Gewerkschaft der Bank- und Börsenangestellten im Oktober 1931 organisierten Vortragsreihe, bei der sie über „Die sozialen Beziehungen zwischen Religion und Kapitalismus“ referierte.
Álvarez war politisch aktiv und kandidierte bei den Wahlen von 1931 für die links-republikanische Partido Republicano Demócrata Federal (PRDF) für Madrid, wurde aber nicht gewählt.  Wie ihre Kollegin Clara Campoamor setzte sie sich für das Frauenwahlrecht ein. Schon 1907 hatte die PRDF versprochen, einen Gesetzentwurf zugunsten des Frauenwahlrechts vorzulegen, aber erst 1908 legte der Vorsitzende Francisco Pi y Arsuaga dem Kongress einen Änderungsantrag vor, der Frauen über 25 Jahren das Wahlrecht bei Kommunalwahlen ermöglichte. Es sollte aber noch einige Jahre dauern, bis am 1. Oktober 1931 das allgemeine Wahlrecht verabschiedet wurde. Am 22. Juli 1931 organisierte Álvarez mit allen Telegrafistinnen eine Ehrung für die Abgeordnete, Telegrafistin und Freundin Clara Campoamor.
Álvarez war unter dem Namen „Costa“ 1910 in die Freimaurerloge „Adopción Ibérica Nr. 67“ aufgenommen worden. Dies wurde ihr nach dem Bürgerkrieg zum Verhängnis: Das Franco-Regime wandte auf sie das Gesetz zur Bekämpfung der Freimaurerei und des Kommunismus an, und sie wurde vom Sondergericht zur Bekämpfung der Freimaurerei und des Kommunismus des Verbrechens der Freimaurerei angeklagt und zu zwölf Jahren Gefängnis verurteilt. Álvarez verbüßte ihre Strafe aufgrund ihres Alters, 77 Jahre, und ihres sehr schlechten Gesundheitszustands unter Kautionsstellung.

## Werke
Eine vollständige Werkliste befindet sich in María Victoria Crespos biographischem Werk ab S. 333.